# Томас Перібоніо
Томас Перібоніо (ісп. Tomas Peribonio, 16 січня 1996) — еквадорський спортсмен. Учасник Чемпіонатів світу з водних видів спорту 2015, 2017 і 2019 років, а також Чемпіонатів світу з плавання на короткій воді 2016 і 2018 років.